# Cheonan (Schiff, 1989)
Die Cheonan (koreanisch 천안, Kennung: PCC-772) war eine Korvette der Pohang-Klasse der Marine der Republik Korea (Südkorea), die von 1989 bis 2010 in Dienst stand. Die Aufgabe des Schiffes bestand in der Küstenverteidigung mit Fokus auf U-Jagd, aber auch gegen Flugzeuge und Schiffe.
Am 26. März 2010 sank die Cheonan in südkoreanischen Gewässern, etwa eine Seemeile (ca. 1,9 km) südwestlich der Insel Baengnyeongdo im Gelben Meer, unter ungeklärten Umständen. Dabei starben 46 Besatzungsmitglieder.

## Geschichte

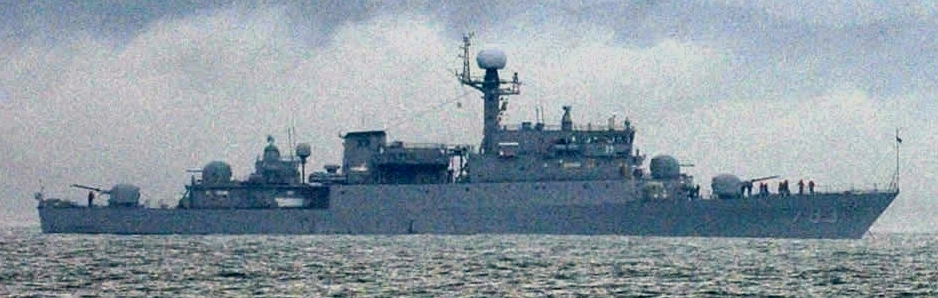
Die Korvette Sinseong, ein Schwesterschiff der Cheonan

Das Schiff lief im Januar 1989 bei Tacoma Marine Industries vom Stapel und wurde im selben Jahr in Dienst gestellt. 1999 war die Cheonan unter anderem in den „ersten Zwischenfall bei Yeonpyeong“ verwickelt. 2019 sollte sie außer Dienst gestellt werden.

### Untergang

Karte mit der Insel Baengnyeongdo (rot)

Die maritime Demarkationslinie Northern Limit Line (NLL) zwischen Nordkorea und Südkorea wurde von den US-geführten Truppen der Vereinten Nationen geschaffen und ist kein Bestandteil des Waffenstillstandsabkommens von 1953

Am 26. März 2010 sank die Cheonan in südkoreanischen Gewässern, etwa eine Seemeile (ca. 1,9 km) südwestlich der Insel Baengnyeongdo im Gelben Meer, unter zunächst ungeklärten Umständen. Unmittelbar nach dem Unglück wurden Meldungen dementiert, wonach das Schiff von einem Torpedo getroffen worden sei; die Regierung Nordkoreas bestritt eine Beteiligung.

### Rettungsaktivitäten und Bergung
Unmittelbar nach dem Untergang begannen die südkoreanischen Streitkräfte mit einer Rettungsaktion. 58 der 104 Besatzungsmitglieder konnten gerettet werden; Marinetaucher bargen kurz nach dem Untergang zwei Leichen. Drei Tage später waren insgesamt 22 Schiffe der südkoreanischen Marine und Küstenwache sowie der United States Navy (die Lassen, Curtis Wilbur, Shiloh und Salvor) mit der Suche nach den restlichen Besatzungsmitgliedern und der Bewachung des Wracks beschäftigt.
Am 15. April 2010 wurde der hintere Teil des Schiffswracks, in dem sich 36 Leichen befanden, gehoben. Am 24. April wurde auch der Bug von einem Schwimmkran geborgen.

## Untersuchung
Das südkoreanische Militär behauptete zunächst, ein nordkoreanisches Schiff in der Nähe registriert zu haben. Das angebliche Schiff entpuppte sich jedoch als ein Vogelschwarm. Paik Jeom-Ki, Schiffsbauprofessor an der Universität Busan, vermutete, dass das Schiff auf Grund gelaufen sei.
Die südkoreanische Untersuchungskommission nannte als mögliche Ursache die durch eine Torpedo- oder Seeminenexplosion verursachte Druckwelle bzw. Gasblase. Der südkoreanische Verteidigungsminister Kim Tae-young ging von einem Torpedo aus. Die Untersuchungen konzentrierten sich auf die Suche nach Torpedoresten. Zunächst erklärte Südkorea, dass an den Wrackteilen Spuren von Schießpulver gefunden worden seien, was auf ein primitives Geschoss aus Nordkorea hinweise. Diese Behauptung wurde jedoch durch die Untersuchungskommission später revidiert. Am Explosionsort wurden Spuren des Sprengstoffes RDX gefunden, der in Minen und vor allem Torpedos verwendet wird.
Am 20. Mai 2010 präsentierte die gemeinsame zivil-militärische Untersuchungsgruppe („Joint Civilian-Military Investigation Group“, JIG), bestehend aus Vertretern Südkoreas, der Vereinigten Staaten, Großbritanniens, Schwedens und Australiens (außer Schweden alles Staaten, die sich formell bis heute mit Nordkorea im Kriegszustand befinden) das Ergebnis ihrer Nachforschungen. Unterstützung bei der Aufklärung gab ab dem 5. Mai die „Multinational Combined Intelligence Task Force“ bestehend aus Personal der Vereinigten Staaten, Australiens, Kanadas und Großbritanniens. Demnach wurde die Cheonan von einem nordkoreanischen Torpedo des Typs CHT-02D (Exportversion) durch einen Treffer drei Meter links des Maschinenraums versenkt. Die Kommission legte Reste des verwendeten Torpedos vor, welche am Untergangsort der Cheonan gefunden wurden. Teile davon waren mit 1번 in koreanischer Schrift (deutsch Nr. 1) markiert und stammen nach Expertenangaben aus Nordkorea. Mittlerweile haben die südkoreanischen Ermittler zugegeben, dass während der Pressekonferenz am 20. Mai 2010 „irrtümlich“ die Zeichnung eines anderen Torpedos gezeigt wurde.
Andere Berichte wiesen darauf hin, dass sich der Zwischenfall in einer von den Vereinigten Staaten und Südkorea hoch militarisierten Zone ereignete, dass sich zahlreiche US-amerikanische Kriegsschiffe in unmittelbarer Nähe befanden und dass sich ein nordkoreanisches U-Boot der Cheonan nicht unentdeckt nähern hätte können, und dass der Schaden an dem Schiff nicht von einem Torpedotreffer herrühren könne.
Die chinesische Regierung wies die amerikanisch-südkoreanische Darstellung der Ereignisse nach einer unabhängigen technischen Beurteilung durch Experten des chinesischen Militärs als unglaubwürdig zurück.
Eine russische Ermittlergruppe kam ebenfalls nach Südkorea, um eine unabhängige Untersuchung des Vorfalls durchzuführen. Nach russischer Ansicht sprechen einige Fakten gegen die von der südkoreanischen Regierung verbreitete Theorie. Russland hat unter dem mehrdeutigen Hinweis, dass es jetzt nicht an der Zeit sei, die Ursache dieses Vorfalls zu finden, angekündigt, seinen Untersuchungsbericht nicht an Nord- oder Südkorea auszuhändigen.
Der von der Minju-Partei (민주당, Demokratische Partei) Südkoreas vorgeschlagene zivile Ermittler Shin Sang-cheol, der auch Betreiber einer politischen Internetseite ist, wurde noch während der Untersuchung vom südkoreanischen Parlament aus der Kommission ausgeschlossen. Er berichtete, dass er keinerlei Hinweise für die angebliche Torpedoexplosion fand und die Besatzung per Funk an das Marinehauptquartier und an die Küstenwache gemeldet hatte, dass das Schiff auf Grund gelaufen sei. Shin erklärte, dass die angeblichen Beweise manipuliert worden seien. Die Staatsanwaltschaft ermittelte daraufhin gegen ihn „wegen der Verbreitung falscher Gerüchte“. Auch gegen Park Sun-won, dem ehemaligen Berater für Nationale Sicherheit des früheren Präsidenten Roh Moo-hyun, wurde ermittelt. In den südkoreanischen Medien wurde dies zum Teil als Versuch, abweichende Meinungen zu unterdrücken, kritisiert.
Die nordkoreanische Regierung forderte den UN-Sicherheitsrat auf, eine unabhängige Untersuchung des Zwischenfalls anzustellen und bot ihre Beteiligung an. Südkorea und die USA lehnten eine weitere Untersuchung jedoch ab.

## Reaktionen

### Politische Reaktionen
Südkoreas Präsident Lee Myung-bak kündigte am 24. Mai 2010 in einer Fernsehansprache einen Handelsstopp, ein Durchfahrtsverbot für nordkoreanische Schiffe und die Einschaltung des Sicherheitsrats der Vereinten Nationen an.
Als Reaktion darauf hat Nordkorea bereits am 20. Mai 2010 seine Truppen in Kampfbereitschaft versetzt, wie am 25. Mai durch die nordkoreanische Dissidenten-Organisation „North Korea Intellectual Solidarity“ (NKIS) bekanntgegeben wurde.
Anfang Juni 2010 hat Südkorea in dieser Angelegenheit den Sicherheitsrat angerufen. Eine offizielle UN-Resolution gab es jedoch nicht. Stattdessen hat der UN-Sicherheitsrat die beiden koreanischen Staaten am 15. Juni 2010 aufgefordert, die Situation nicht weiter zu verschärfen.
Am 27. Juni 2010 verabschiedeten die Staatsoberhäupter der G8-Staaten eine Erklärung, die den Untergang der Cheonan verurteilt. In den südkoreanischen (und teilweise anderen internationalen) Medien wurde dies als eine Verurteilung Nordkoreas dargestellt. Tatsächlich wurde Nordkorea in der G-8-Erklärung jedoch überhaupt nicht erwähnt.
Am 9. Juli verurteilte der Sicherheitsrat den Angriff auf die Cheonan.
Vom 25. Juli 2010 an fand in der Japanischen See ein viertägiges gemeinsames Marinemanöver der Vereinigten Staaten und Südkoreas statt. Daran nahmen ca. 20 Kriegsschiffe, darunter der atomgetriebene Flugzeugträger George Washington teil. Das Manöver stellt eine Demonstration der Stärke gegenüber Nordkorea dar. Das Manöver „Invincible Spirit“ („Unbezwingbarer Geist“) sollte ursprünglich im Gelben Meer stattfinden, wurde aber aufgrund chinesischer Proteste in die Japanische See verlegt.
Nordkorea bezeichnete das Manöver als Provokation und kündigte Gegenmaßnahmen und einen weiteren Ausbau seiner atomaren Abschreckung an.

### Wirtschaftliche Reaktionen
Zwei Unternehmen, darunter Prettl, das als erstes deutsches Unternehmen in der Sonderwirtschaftszone Kaesŏng gerade mit dem Bau einer Produktionsstätte beschäftigt war, entschlossen sich nach dem Vorfall, den Standort wieder zu verlassen.